# Morti nel 1974/Aprile
| Questa pagina contiene informazioni ricavate automaticamente dalle voci biografiche con l'ausilio del template Bio e di un bot. L'aggiornamento è periodico e automatico e ricostruisce completamente la pagina. Se manca una persona in questa lista, sei pregato di non aggiungerla, ma accertati piuttosto che la sua voce biografica contenga il template Bio e che i dati anagrafici siano correttamente compilati. Se il template Bio manca, inseriscilo tu stesso o, in alternativa, metti l'avviso {{tmp\|Bio}} che ne segnala la mancanza. Se i dati riportati sono sbagliati, correggi direttamente la voce biografica; le modifiche saranno visibili in questa lista entro pochi giorni. Per chiarimenti vedi il progetto biografie. La lista contiene solo le 77 persone che sono citate nell'enciclopedia e per le quali è stato implementato correttamente il template Bio. Pagina aggiornata al 3 mar 2024. |

- 1º aprile - Ruth Abramowitsch, danzatrice e coreografa tedesca (n. 1907)
- 1º aprile - Josef Křepela, cestista cecoslovacco (n. 1924)
- 1º aprile - Maurice Raizman, scacchista e ingegnere francese (n. 1905)
- 1º aprile - Hal Tidrick, cestista statunitense (n. 1915)
- 2 aprile - Douglass Dumbrille, attore canadese (n. 1889)
- 2 aprile - Wilhelm Hansen, calciatore norvegese (n. 1895)
- 2 aprile - Robert Livingston, hockeista su ghiaccio statunitense (n. 1908)
- 2 aprile - Georges Pompidou, politico francese (n. 1911)
- 3 aprile - Cora Sandel, scrittrice e pittrice norvegese (n. 1880)
- 4 aprile - Tom Arrigan, calciatore irlandese (n. 1906)
- 4 aprile - Ardiccio Modena, sportivo e arbitro di calcio italiano (n. 1879)
- 4 aprile - Harry Morton, calciatore inglese (n. 1909)
- 4 aprile - Franz Schlieper, generale tedesco (n. 1905)
- 5 aprile - Antonio Acciai, presbitero italiano (n. 1924)
- 5 aprile - Bino Bini, schermidore italiano (n. 1900)
- 5 aprile - Jennifer Vyvyan, soprano inglese (n. 1925)
- 6 aprile - Argentina Cerne, pittrice italiana (n. 1902)
- 6 aprile - Willem Marinus Dudok, ingegnere e architetto olandese (n. 1884)
- 6 aprile - Fraňo Štefunko, scultore slovacco (n. 1903)
- 6 aprile - Štěpán Trochta, cardinale e vescovo cattolico ceco (n. 1905)
- 7 aprile - Erisia Gennai Tonietti, politica italiana (n. 1900)
- 7 aprile - Howard Greer, costumista e stilista statunitense (n. 1896)
- 8 aprile - K.A.C. Creswell, storico dell'arte britannico (n. 1879)
- 8 aprile - Harry L. Fraser, regista statunitense (n. 1889)
- 8 aprile - James Charles McGuigan, cardinale e arcivescovo cattolico canadese (n. 1894)
- 8 aprile - Ferruccio Novo, imprenditore, dirigente sportivo e calciatore italiano (n. 1897)
- 8 aprile - Robert Youngson, regista e produttore cinematografico statunitense (n. 1917)
- 10 aprile - Dolores d'Asburgo-Lorena, nobildonna (n. 1891)
- 10 aprile - Roger Bastide, sociologo e antropologo francese (n. 1898)
- 10 aprile - Patricia Collinge, attrice irlandese (n. 1892)
- 11 aprile - Rasmus Rasmussen, ginnasta danese (n. 1899)
- 11 aprile - Abraham Robinson, matematico tedesco (n. 1918)
- 12 aprile - Metodi Andonov, regista bulgaro (n. 1932)
- 12 aprile - Raymond Brownell, aviatore australiano (n. 1894)
- 13 aprile - Edoardo Giordano, pittore e ceramista italiano (n. 1904)
- 13 aprile - Dogen Handa, giocatore di go giapponese (n. 1915)
- 15 aprile - Giovanni D'Anzi, compositore italiano (n. 1906)
- 15 aprile - Giovanni Ghirotti, politico italiano (n. 1906)
- 15 aprile - Irene di Grecia, regina greca (n. 1904)
- 15 aprile - Ernie Hine, calciatore inglese (n. 1901)
- 16 aprile - Everett Shelton, cestista, giocatore di football americano e giocatore di baseball statunitense (n. 1898)
- 17 aprile - Luigi Annoni, ciclista su strada italiano (n. 1890)
- 17 aprile - Hugh Stott Taylor, chimico inglese (n. 1890)
- 18 aprile - Betty Compson, attrice e produttrice cinematografica statunitense (n. 1897)
- 18 aprile - John Henry Lewis, pugile statunitense (n. 1914)
- 18 aprile - Marcel Pagnol, scrittore, drammaturgo e regista cinematografico francese (n. 1895)
- 18 aprile - Leopoldo Piccardi, politico italiano (n. 1899)
- 19 aprile - Alexander Dinghas, matematico greco (n. 1908)
- 19 aprile - Traugott Oberer, calciatore svizzero (n. 1924)
- 20 aprile - Ferruccio Galmozzi, medico e politico italiano (n. 1889)
- 20 aprile - Richard Huelsenbeck, scrittore tedesco (n. 1892)
- 20 aprile - Ayyub Khan, generale e politico pakistano (n. 1907)
- 20 aprile - Peter Lee Lawrence, attore tedesco (n. 1944)
- 20 aprile - Štěpán Matěj, calciatore cecoslovacco (n. 1901)
- 21 aprile - Chic Harley, giocatore di football americano statunitense (n. 1894)
- 21 aprile - Giulio Rossi, calciatore italiano (n. 1912)
- 22 aprile - Luciano Alberici, attore teatrale italiano (n. 1923)
- 23 aprile - Jenő Uhlyárik, schermidore ungherese (n. 1893)
- 24 aprile - Bud Abbott, comico e produttore cinematografico statunitense (n. 1897)
- 24 aprile - Carl August Ehrensvärd, generale svedese (n. 1892)
- 24 aprile - Vittorio Filippini, architetto italiano (n. 1914)
- 24 aprile - Franz Jonas, sindacalista, politico e esperantista austriaco (n. 1899)
- 25 aprile - Pio Roberto Alice, calciatore italiano (n. 1903)
- 25 aprile - Pamela Courson,  statunitense (n. 1946)
- 25 aprile - Felice Fanetti, canottiere italiano (n. 1914)
- 25 aprile - Bruno Antonio Quintavalle, dirigente d'azienda italiano (n. 1891)
- 25 aprile - Gustav Anton von Wietersheim, generale tedesco (n. 1884)
- 26 aprile - Guy Oliver Nickalls, canottiere britannico (n. 1899)
- 27 aprile - Carlo Ninchi, attore italiano (n. 1896)
- 27 aprile - Jesse Oldendorf, ammiraglio statunitense (n. 1887)
- 27 aprile - Vittorio Pisani, illustratore e pittore italiano (n. 1899)
- 29 aprile - Brian Robertson, I barone Robertson, generale inglese (n. 1896)
- 29 aprile - Reidar Høilund, calciatore norvegese (n. 1901)
- 29 aprile - Antonius Montfoort, schermidore olandese (n. 1902)
- 30 aprile - Ranieri Bustelli, illusionista italiano (n. 1898)
- 30 aprile - Ugo Marfuggi, generale italiano (n. 1889)
- 30 aprile - Agnes Moorehead, attrice statunitense (n. 1900)